# Liste der färöischen Inseln und Holme

## Inseln

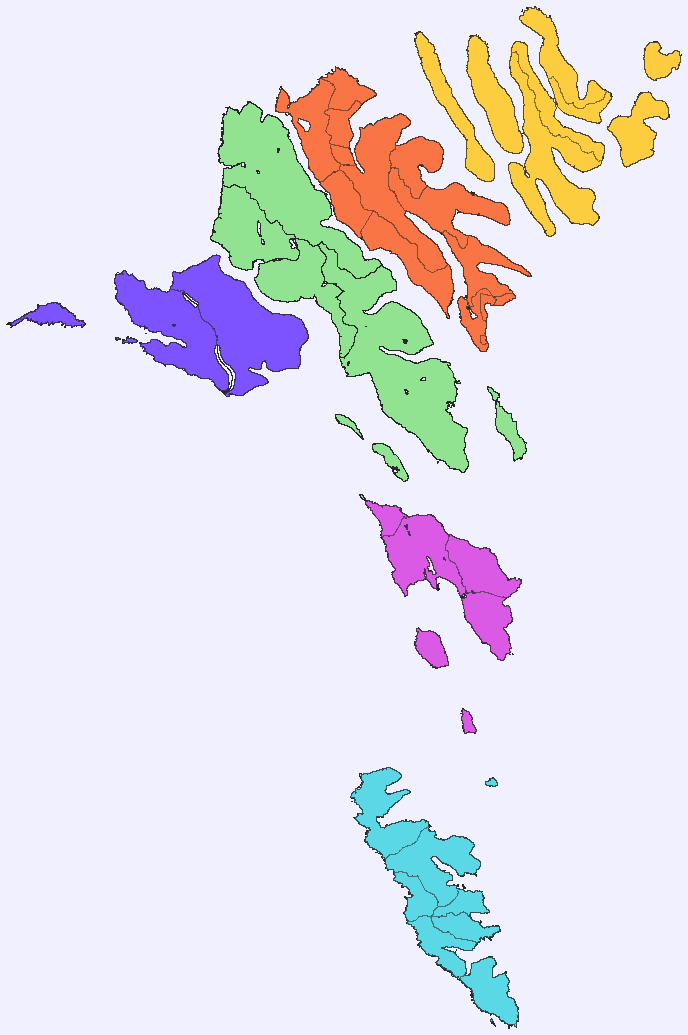
Regionen der Färöer

Die 18 Inseln der Färöer werden in der Tabelle nach ihrer Landfläche aufgelistet. Der Stand der Bevölkerungszahlen datiert vom 1. Januar 2012.
| Name        | Fläche in km² | Einwohner | Ew./km² | Hauptort(e)              | Syssel (Region) |
| ----------- | ------------- | --------- | ------- | ------------------------ | --------------- |
| Streymoy    | 373,5         | 22.450    | 60,1    | Tórshavn und Vestmanna   | Streymoy        |
| Eysturoy    | 286,3         | 10.726    | 37,5    | Fuglafjørður und Runavík | Eysturoy        |
| Vágar       | 177,6         | 3.064     | 17,3    | Míðvágur und Sørvágur    | Vágar           |
| Suðuroy     | 166,0         | 4.680     | 28,2    | Tvøroyri und Vágur       | Suðuroy         |
| Sandoy      | 112,1         | 1.283     | 11,4    | Sandur                   | Sandoy          |
| Borðoy      | 95,0          | 4.940     | 52,0    | Klaksvík                 | Norðoyar        |
| Viðoy       | 41,0          | 596       | 14,5    | Viðareiði                | Norðoyar        |
| Kunoy       | 35,5          | 129       | 3,6     | Kunoy (Ort)              | Norðoyar        |
| Kalsoy      | 30,9          | 94        | 3,0     | Mikladalur und Húsar     | Norðoyar        |
| Svínoy      | 27,4          | 32        | 1,3     | Svínoy                   | Norðoyar        |
| Fugloy      | 11,0          | 38        | 3,5     | Kirkja                   | Norðoyar        |
| Nólsoy      | 10,3          | 235       | 22,8    | Nólsoy                   | Streymoy        |
| Mykines     | 10,3          | 14        | 1,4     | Mykines                  | Vágar           |
| Skúvoy      | 10,0          | 36        | 3,2     | Skúvoy                   | Sandoy          |
| Hestur      | 6,1           | 25        | 4,1     | Hestur                   | Streymoy        |
| Stóra Dímun | 2,7           | 8         | 3,0     | Dímun                    | Sandoy          |
| Koltur      | 2,5           | 1         | 0,4     | Koltur                   | Streymoy        |
| Lítla Dímun | 0,8           | 0         | 0,0     | –                        | Suðuroy         |
| Zusammen    | 1.396         | 48.351    | Ø 34,6  |                          |                 |

## Holme und Schären
Die 11 Holme der Färöer zählen aufgrund ihrer geringen Größe nicht zu den 18 Inseln der Färöer. Freistehende Klippen wie Risin und Kellingin zählen wiederum nicht zu den Holmen, sondern zu den 750 Schären der Färöer.
Die beiden größten Holme, Tindhólmur und Mykineshólmur, sind auch die beiden bekanntesten: Der Tindhólmur wegen seiner bizarren Form; und Mykineshólmur wegen seiner für Touristen allgemeinen Zugänglichkeit, um die färöische Vogelwelt zu beobachten, die hier besonders reich ist. Die Fußgängerbrücke dorthin wurde aber ursprünglich wegen des dortigen Leuchtturms gebaut.

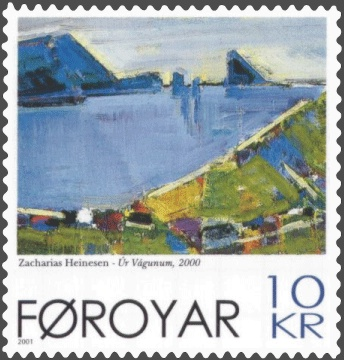
Von der Eiszeit geformt: Die Insel Vágar mit dem Fjord von Sørvágur im Vordergrund, an dessen Ende sich die Klippe Dranganir (Horizontmitte) befindet und rechts daneben der Holm Tindhólmur. Gemälde von Zacharias Heinesen 2000

| Name             | Größe in ha | Lage                            |
| ---------------- | ----------- | ------------------------------- |
| Tindhólmur       | 65,0        | westlich vor Vágar              |
| Mykineshólmur    | 45,0        | westlich vor Mykines            |
| Trøllhøvdi       | 19,0        | nordwestlich vor Sandoy         |
| Gáshólmur        | 10,0        | westlich von Tindhólmur         |
| Tjaldavíkshólmur | 7,5         | Ostküste von Suðuroy            |
| Sumbiarhólmur    | 7,0         | Westküste von Suðuroy           |
| Lopranshólmur    | 3,4         | Westküste von Suðuroy           |
| Kirkjubøhólmur   | 2,0         | Westküste von Streymoy          |
| Hovshólmur       | 1,7         | Ostküste von Suðuroy            |
| Hoyvíkshólmur    | 0,8         | Ostküste von Streymoy           |
| Baglhólmur       | 0,8         | östlich vor Víkarbyrgi, Suðuroy |